# Rakel Wahl
Rakel Kristine Wahl (* 18. März 1921 in Lier; † 14. Dezember 2005 ebenda) war eine norwegische Skilangläuferin.

## Werdegang
Wahl, die für den Spikkestad Idrettslag startete, belegte bei den Olympischen Winterspielen 1952 in Oslo den sechsten Platz über 10 km. Bei den Nordischen Skiweltmeisterschaften 1954 in Falun errang sie den 21. Platz über 10 km und den vierten Platz mit der Staffel. Bei ihrer letzten Olympiateilnahme zwei Jahre später in Cortina d’Ampezzo kam sie auf den 11. Platz über 10 km und erneut auf den vierten Rang mit der Staffel. Ihre letzten internationalen Rennen absolvierte sie bei den Nordischen Skiweltmeisterschaften 1958 in Lahti. Dort lief sie auf den 23. Platz über 10 km und auf den siebten Rang mit der Staffel. Bei norwegischen Meisterschaften siegte sie in Jahren 1958 und 1959 über 5 km. Zudem errang sie über 5 km zweimal den zweiten (1954, 1956) und einmal den dritten Platz (1955).